# Plagiomimicus
Plagiomimicus is een geslacht van vlinders van de familie Uilen (Noctuidae), uit de onderfamilie Hadeninae.

## Soorten
- P. bajae Hogue, 1963
- P. expallidus Grote, 1882
- P. laverna Druce, 1898
- P. pityochromus Grote, 1873
- P. triplagiatus Smith, 1890